# Lavínio
| Mapa do Velho Lácio (Latium vetus) |
| --- |
| Carséolos Nersas Caméria Ereto Ferônia Ceros Álsio Cere Orvínio Cures Capena Ferentino Anagnia Vitélia Alba Longa Laurento Lavínio Bovilas Arícia Lanúvio Velitras Sígnia Artena Tolério Bolas Pedo Labico Nomento Crustumério Careias Frégenas Óstia Vária Empulo Tibur Preneste Gábios Túsculo Fidenas Veios Antêmnas Roma Lácio Adjeto Etrúria |

Lavínio ,  em latim Lavinium, é uma cidade lendária que teria sido edificada por Eneias em honra de Lavínia, sua nova esposa. Segundo a mitologia romana, os versos de Ovídio e outros escritos, Eneias teria fugido de Troia, durante sua destruição pelos gregos. A cidade teria sido fundada pelo ano 1200 a.C. (Idade do Bronze).

## A lenda sobre a fundação
Eneias, príncipe troiano refugiado da Guerra de Troia navegou pelo mar Egeu e pelo mar Mediterrâneo até chegar à região do Lácio. Ao chegar, casou-se com a princesa Lavínia, filha do rei Latino e fundou uma cidade em homenagem à esposa. Os habitantes que passaram a residir na cidade se denominavam latinos.
A linhagem de Eneias perdurou pelo povo latino, com a fundação da cidade de Alba Longa por Iulo, filho de Eneias. Dessa linhagem mais tarde surgiriam Rômulo e Remo, fundadores de Roma.

## Restos arqueológicos
Os restos arqueológicos de Lavínio (Antica Lavinium) situam-se no distrito de Pratica di Mare, comuna de Pomezia, no Lácio, Itália, onde existe o Museo Civico Archeologico Lavinium.